# PIGPEN-Therapie
Die PIGPEN-Therapie ist eine 2003 im British Medical Journal (BMJ) von der britischen Ärztin Trisha Greenhalgh publizierte angebliche Behandlungsmethode von Kopfläusen.
Greenhalgh berichtete über eine angebliche randomisierte Studie mit der PIGPEN (Parent-incentivised, graded, patient extraction of nits)-Therapie an 200 Jungen auf einem Schulhof. Dabei sollen die Kinder durch steigenden finanziellen Anreiz von Seiten der Eltern dazu gebracht worden sein, möglichst effektiv Nissen von sich abzusuchen und zu sammeln. Die vorgestellte Methode sollte eine akzeptable, sichere und kosteneffektive Alternative zu einer kurz zuvor in der Fachzeitschrift veröffentlichten chemischen Behandlungsmöglichkeit sein. Nach einer Woche seien alle Kinder nissenfrei gewesen, jedoch drei Wochen später wieder befallen.
Der Name der Studie war durchaus bereits ein erster Hinweis auf einen Scherz, da „Pig Pen“ auch als immer von einer Staubwolke umgebene und als Dreckmagnet bezeichnete männliche Figur aus der Comicserie Die Peanuts bekannt war. Die Literaturliste bestand aus The Beano, Harry Potter, Popeye und Bart Simpson’s Guide to Life, was auch bemerkt wurde. Greenhalgh selbst wies auf diese Umstände am 29. Januar 2009 in einer Reaktion auf die Klarstellungen zur angeblichen Erkrankung des Cello-Scrotums im British Medical Journal hin.